# 屋頂月光
屋頂月光（韓語：옥상달빛）是大韓民國的樂隊，由朴世辰和金允洙組成。

## 成員資料
| 成員列表 |        |             |                |                           |
| 姓名     | 姓名   | 姓名        | 出生日期       | 隊內擔當                  |
| 漢字     | 諺文   | 羅馬拼音    | 出生日期       | 隊內擔當                  |
| 朴世辰   | 박세진 | Park Se Jin | 1984年6月11日  | Vocal、鋼琴、木琴、簧風琴 |
| 金允珠   | 김윤주 | Kim Yoon Ju | 1984年10月27日 | Vocal、鋼琴、吉他         |

## 音樂作品

### 正規專輯
| 專輯 # | 專輯資料                                                             | 曲目 |
| 1st    | 《28》 - 發行日期：2011年4月26日 - 語言：韓語 - 發行公司：POCLANOS   | 曲目 1. Dalmoon 2. 안부（問候） 3. 없는게 메리트（沒有的 是價值） 4. 보호해줘（保護我） 5. 그래야 할 때（該那樣的時候） 6. 25 7. 수고했어, 오늘도（今天也辛苦了） 8. 똥개훈련（雜種狗訓練） 9. 고요한（寧靜的） 10. 옥탑라됴 2（屋頂電台2） 11. 정말 고마워서 만든 노래（因為真的很感謝才寫的歌） 12. 그래야할때 (String Ver.)（該那樣的時候） |
| 2nd    | 《Where》 - 發行日期：2013年5月6日 - 語言：韓語 - 發行公司：POCLANOS | 曲目 1. 딩동（叮咚） 2. 새로와（嶄新的） 3. 괜찮습니다（沒關係） 4. Tickle 5. Children Song 6. 유서（遺書） 7. 공중（空中） 8. 히어로（Hero） 9. Help 10. 하얀（白色） 11. 숲（森林） |

### 迷你專輯
| 專輯 # | 專輯資料                                                                             | 曲目 |
| 1st    | 《옥탑라됴（屋頂電台）》 - 發行日期：2010年1月22日 - 語言：韓語 - 發行公司：POCLANOS | 曲目 1. 안녕（再見） 2. 하드코어 인생아（Hardcore 人生啊） 3. 옥탑라됴（屋頂電台） 4. 옥상달빛（屋頂月光） 5. Another Day 6. 외롭지 않아（不孤單） 7. 가장 쉬운 이야기（最容易的故事） 8. Good Bye (Remix)        |
| 2nd    | 《서로 (EACH OTHER)》 - 發行日期：2012年5月3日 - 語言：韓語 - 發行公司：POCLANOS     | 曲目 1. Bird (feat. 유세윤) 2. 선물할게 （送你禮物） 3. 염소 4만원（山羊4萬元） 4. Bird (Inst.) 5. 옥탑라됴3 (Bonus Track)（屋頂收音機3） 6. 염소 4만원 (Live) (Bonus Track)                                      |
| 3rd    | 《RE:TAG》 - 發行日期：2016年5月13日 - 語言：韓語 - 發行公司：POCLANOS               | 曲目 1. 달리기（奔跑） 2. 두 사람（兩個人） 3. 걸어가자（走走吧） 4. 스케치북（Sketchbook） |
| 4th    | 《Day / Night》 - 發行日期：2019年1月3日 - 語言：韓語 - 發行公司：Genie Music        | 曲目 1. 청춘길일（靑春吉日） 2. 직업병（職業病） 3. 발란스（Balance） 4. 밤밤밤（夜夜夜） |
| 5th    | 《Still a Child》 - 發行日期：2020年7月24日 - 語言：韓語 - 發行公司：Genie Music     | 曲目 1. 산책의 미학（散步的美學） 2. 잘 지내, 어디서든（过得好吧，不管你在哪） 3. 어른처럼 새겼네（还像个孩子啊） 4. 니가 없구나（你不在啊） 5. 누구도 괜찮지 않은 밤（没有人睡着的晚上） 6. 비밀얘기（秘密故事） |

### 單曲
| 年份                             | 歌曲                                            | 收錄專輯                                  | 備註                                                 |
| 2010年                           | 하드코어 인생아（Hardcore 人生啊）              | A-LIVE Vol.7                              | LIVE                                                 |
| 2010年                           | 구제불능（無可救藥）                            | Life                                      |                                                      |
| 2011年                           | 빨주노초파남보                                  | SAVe tHE AiR Green Concert                |                                                      |
| 2013年                           | Enchante (만나서 반가워요)（很高興見到你）      | Enchante (만나서 반가워요)                |                                                      |
| 2013年                           | 삶（生活）                                      | Enchante (만나서 반가워요)                |                                                      |
| 2014年                           | 가끔은 그래도 괜찮아（偶爾那樣也不錯）          | -                                         |                                                      |
| 2014年                           | 또 고마워서 만든 노래（再一次因為感謝寫下的歌） | -                                         |                                                      |
| 2015年                           | 희한한 시대（稀有的時代）                       | 희한한 시대（稀有的時代）                 |                                                      |
| 2015年                           | 내가 사라졌으면 좋겠어（如果我消失就好了）      | 희한한 시대（稀有的時代）                 |                                                      |
| 2017年                           | 인턴（實習）                                    | 월월월월금（月月月月金）                  |                                                      |
| 2017年                           | 연애상담（戀愛咨詢）                            | 월월월월금（月月月月金）                  |                                                      |
| 2017年                           | 어른이 될 시간（成为大人的时间）                | 어른이 될 시간（成为大人的时间）          |                                                      |
| 2018年                           | Young & Naive                                   | Young & Naive                             | 世珍solo                                             |
| Young & Naive (Deepshower Remix) |                                                 | Young & Naive                             | 世珍solo                                             |
| 2019年                           | 님 찾아가는 길（尋找你的路）                    | -                                         | MBC廣播《大韓民國临时政府成立100周年特别企划》主题曲 |
| 2019年                           | INTRO                                           | INTRO                                     | 允珠solo                                             |
| 2019年                           | 꿈처럼 남아（如夢一般留下）                     | 꿈처럼 남아（如夢一般留下）               | 允珠solo                                             |
| 2019年                           | 내 사랑은 왜 어렵지（為何我的愛情這麼難）       | 내 사랑은 왜 어렵지（為何我的愛情這麼難） | 世珍solo                                             |
| 2019年                           | 내 사랑은 왜 어렵지（Acoustic Ver.）            | 내 사랑은 왜 어렵지（為何我的愛情這麼難） | 世珍solo                                             |
| 2019年                           | 그대로도 아름다운 너에게（致最美麗的你）        | 그대로도 아름다운 너에게（致最美麗的你）  |                                                      |
| 2019年                           | Good Night                                      | Good Night                                |                                                      |
| 2021年                           | 푸름밤（藍色之夜）                              | 푸름밤（藍色之夜）                        |                                                      |

### 合作歌曲
| 年份   | 歌曲                                          | 收錄專輯                                             | 參與成員 | 合作藝人                                             |
| 2010年 | 청춘（青春）                                  | 2집 설레발                                           | 全員     | Tobacco Juice                                        |
| 2011年 | So Nice                                       | So Nice (GMF2011 테마송)                             | 全員     | GMB、PAPERTONES                                      |
| 2012年 | 쓰레기（垃圾）                                | 쓰레기                                               | 全員     | Skull                                                |
| 2012年 | 흐린 뒤, 맑음（雨過天晴）                     | 1輯 我愛你，沒有希望                                 | 全員     | 포이트리（Poetree）                                  |
| 2012年 | 옥상달빛 아래서（屋頂月光下）                 | My Name is MUZIE                                     | 全員     | Muzie                                                |
| 2013年 | 기억하는지（還記得嗎）                        | 내가 너의 작곡가（我是你的作曲家）                   | 全員     | 이영훈                                               |
| 2013年 | 여자는 왜（女孩 為什麼）                      | Y.BIRD From Jellyfish Island With VIXX & OKDAL       | 全員     | VIXX                                                 |
| 2013年 | I'm a Boy, You're a Girl                      | Y.BIRD From Jellyfish Island With VIXX & OKDAL       | 全員     | VIXX                                                 |
| 2014年 | 캠퍼스 커플（Campus Couple）                  | 5집 HIGH-FIVE                                        | 全員     | PAPERTONES                                           |
| 2014年 | 빗소리（雨聲）                                | 노래하는 윤도현（唱歌的尹道賢）                      | 全員     | 尹道賢                                               |
| 2014年 | Someday                                       | The Days                                             | 全員     | The Beam                                             |
| 2014年 | 1015                                          | Magic Strawberry Cooperation Vol.1                   | 全員     | K.AFKA                                               |
| 2015年 | 갯마을（漁村）                                | 뮤지, 최승호의 랩랩랩 （Muzie、崔勝浩的RAP RAP RAP） | 全員     | 최승호（崔勝浩）、Muzie                              |
| 2015年 | 바보신랑, 울보 각시（傻瓜新郎，哭著的新娘）   | 뮤지, 최승호의 랩랩랩 （Muzie、崔勝浩的RAP RAP RAP） | 全員     | 최승호（崔勝浩）、Muzie                              |
| 2015年 | 사랑이란（所謂愛情）                          | 그 광야로                                            | 全員     | 金道賢                                               |
| 2015年 | 두근두근 오늘은（撲通撲通今天）               | 4輯 溫暖                                             | 全員     | 沈賢寶、Sweet Sorrow                                 |
| 2015年 | 희한한 시대（稀有的時代）                     | 희한한 시대 （稀有的時代）                           | 全員     | 俞承豪                                               |
| 2015年 | 내가 사라졌으면 좋겠어（如果我消失就好了）    | 희한한 시대 （稀有的時代）                           | 全員     | 鄭恩彩                                               |
| 2015年 | Slow Wave                                     | LIVE CLUB BBANG COOPERATION 4                        | 金允珠   | Rainbow99                                            |
| 2016年 | 좋은 생각이 났어, 니 생각（有了好想法，想你） | -                                                    | 全員     | 하상욱                                               |
| 2016年 | 숲으로의 여행（森林裡的旅行）                 | dreamography                                         | 全員     | 옥수사진관（玉树照相館）                             |
| 2017年 | 북극곰（北極熊）                              | 그걸로 됐어（那樣就行了）                            | 朴世珍   | Sweetpea                                             |
| 2018年 | Daisy                                         | Daisy                                                | 金允珠   | Bye Bye Badman                                       |
| 2021年 | 잘 먹고 잘 사는 법（吃好喝好的辦法）          | VIVO X Magic Strawberry Sound Project                | 全員     | Double V、Celeb Five、Yozoh 鮮于貞娥、CHEEZE、朴文奇 |

### OST
| 年份   | 歌曲                           | 收錄專輯                              | 備註             |
| 2011年 | 곰인형（熊人偶）               | MBC水木劇《我的公主》OST Part.2       |                  |
| 2011年 | 그대와 나（你和我）            | 電影《我爱你》OST                     |                  |
| 2011年 | 보호해줘（保護我）             | 電影《我爱你》OST                     |                  |
| 2011年 | 봄이 오면（春天到來的話）      | 電影《我爱你》OST                     | 允珠與李永勛合唱 |
| 2012年 | 칵테일 사랑（雞尾酒之戀）      | tvN水木劇《需要浪漫2012》OST Part.4   | 與申載合唱       |
| 2013年 | 그럴 수 있잖아（也會這樣吧）   | MBC水木劇《韓國小姐》OST              |                  |
| 2014年 | 일종의 고백（某種告白）        | MBC迷你劇《瑞典洗衣店》OST Part.1     | 允珠Solo         |
| 2015年 | 내 사랑의 노래（我的愛情之歌） | SBS週末劇《愛你的時間》OST Part.2     |                  |
| 2016年 | 떠날 수 있을까（可以離開嗎）   | tvN月火劇《獨酒男女》OST Part.1       |                  |
| 2019年 | LaLaLa                         | 遊戲《BTS WORLD OST》OST              |                  |
| 2019年 | 행운을 빌어요（祝你好運）      | tvN水木劇《清日電子李小姐》OST Part.2 |                  |
| 2020年 | 서로（彼此）                   | JTBC金土劇《境遇之數》OST Part.9      |                  |
| 2020年 | 당신의 안녕（你的問候）        | JTBC金土劇《Hush》OST Part.1          |                  |

## 獎項記錄
| 年度   | 頒獎典禮     | 獎項           | 提名項目                  | 結果 |
| 2016年 | 韓國音樂大獎 | 最佳流行歌曲   | 희한한 시대（稀有的時代） | 提名 |
| 2019年 | MBC演藝大賞  | 電台部門優秀賞 | 藍色之夜，這裡是屋頂月光  | 獲獎 |

## 外部連結
- 屋頂月光的Facebook專頁
- 屋頂月光的X（前Twitter）
- 屋頂月光的Instagram帳戶
- 屋頂月光的YouTube頻道 （页面存档备份，存于）
- 金允珠的Instagram帳戶
- 朴世珍的Instagram帳戶